# Davrup
Davrup er en herregård der ligger i Bjergsted Sogn, Kalundborg Kommune i Nordvestsjælland.
Davrup Gods er på 163,5 hektar

## Ejere af Davrup
- (1537-1567) Oluf Jensen
- (1567-1590) Jens Olufsen
- (1590-1700) Forskellige Ejere
- (1700-1710) Christen Christensen Damsberg
- (1710-1719) Jens Jørgen Fust
- (1719-1730) Troels Smith
- (1730-1733) Elle Kaasbøll gift Schmidt
- (1733-1743) Poul Fridrich Spleth
- (1743-1752) Tham Masman
- (1752-1812) Christian Lerche (flertydig)
- (1812-1831) Christian Sørensen
- (1831-1848) Christian Madsen
- (1848-1852) Oline Løppenthin gift Madsen
- (1852-1856) Emil Carl Frederik Bühring
- (1856-1863) L. Johansen
- (1863-1889) Julius Dons
- (1889-1899) J. Hauberg
- (1899-1911) H. Schultz
- (1911-1921) G. Grüner
- (1921-1923) H. P. Hansen
- (1923-1933) J. Lillelund
- (1933-1942) Wilhelm Weimann
- (1942-1968) Alf Erland Giersing
- (1969-1979) Johs. Green
- (1979-2001) Per Green
- (2001-) Christopher Green

## Udbygninger
- (ca. 1831) Forpagterbygning
- (1961) Nuværende hovedbygning opført